# Komarno (Ucrânia)
Komarno (em ucraniano:  Комарно, em polonês/polaco:  Komarno, em iídiche:  קאָמאַרנע) é uma cidade da Ucrânia, situada no Oblast de Leópolis. Tem 10,67 km² de área e sua população em 2020 foi estimada em 3.727 habitantes.